# Preševo

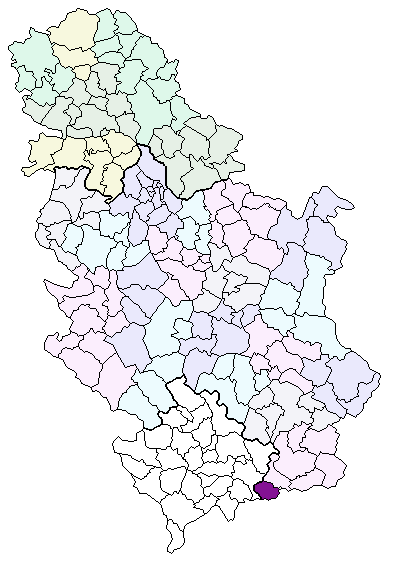
Preševo i Serbien

Preševo (serbiska kyrilliska: Прешево, albanska: Presheva) är en stad och kommun i södra Serbien med 35 000 invånare (cirka 99% albaner).
Preševo ligger vid gränsen till Nordmakedonien. Motorvägen mellan Belgrad och Thessaloniki via Skopje går förbi Preševo och där är också gränskontrollen mellan länderna.
| 1961 | 6,741 | 25,21% | 18,229 | 68,18% | 26,738 |
| 1971 | 5,777 | 19,22% | 23,625 | 78,60% | 30,057 |
| 1981 | 4,204 | 12,38% | 28,961 | 85,31% | 33,948 |
| 1991 | 3,206 | 8,23%  | 34,992 | 89,85% | 38,943 |
| 2002 | 2,984 | 8,55%  | 31,098 | 89,10% | 34,904 |